# Groupe sanguin (mammifères non humains)
Le polymorphisme des antigènes de surface des érythrocytes des animaux est représenté par des groupes sanguins. Des antigènes du système de groupe sanguin humain ABO se trouvent également chez les primates dont les types remontent à l'origine des hominidés. Le sang des autres mammifères s'agglutine parfois (à des niveaux d'intensité variables) avec des réactifs de groupe sanguin humain même si la structure de ces antigènes animaux peut être différente. La classification de la plupart des groupes sanguins des mammifères utilise donc des systèmes de typage sanguin spécifiques et différents de la classification du sang humain.

## Groupes sanguins simiens
Deux techniques ont été utilisées pour identifier les groupes sanguins des primates non humains. Il en découle deux catégories de groupes sanguins trouvées chez les grands singes et les singes, ceux de type humain ou de type simien. Les groupes de type humain peuvent être testés par les méthodes établies pour le groupage du sang humain. Des données sont disponibles sur les groupes sanguins des chimpanzés, babouins et macaques communs.

### Groupe sanguin Rh
Le système Rh vient du nom vernaculaire du singe rhésus. La découverte de ce système résulte des expériences de Karl Landsteiner et Alexander S. Wiener. Ils ont montré que l'immunisation des lapins par des globules rouges de singe rhésus leur permet de produire un anticorps qui agglutine également les globules rouges de nombreux humains.

### Systèmes de groupes sanguins des chimpanzés et des singes de l'Ancien Monde
Les systèmes V-A-B-D et R-C-E-F sont deux systèmes complexes de groupes sanguins chez les chimpanzés. Ces systèmes sont des systèmes homologues des groupes sanguins humains MNS et Rh, respectivement. Le système V-A-B-D est centré autour de l'antigène V. Deux autres systèmes de groupes sanguins ont été définis chez les singes de l'Ancien Monde : le système Drh des macaques et le système Bp des babouins, tous deux liés par au moins une espèce partagée par l'un ou l'autre des systèmes de groupes sanguins.

## Groupes sanguins canins
Plus de 13 groupes sanguins canins ont été décrits. Huit types de DEA (dog erythrocyte antigen) sont reconnus comme standards internationaux,,. Parmi ces types de DEA, DEA 4 et DEA 6 apparaissent sur les globules rouges d'environ 98 % des chiens. Les chiens n'ayant que DEA 4 ou DEA 6 peuvent ainsi servir de donneurs de sang pour la majorité de la population canine. Ces types de DEA peuvent entraîner une réponse immunitaire chez un receveur d'une transfusion sanguine ne portant pas les types reçus. Le type DEA 1.1+ étant le plus antigénique, les réactions contre celui-ci sont les plus graves.
Les chiens positifs au type DEA 1.1 (33 à 45 % de la population) sont des receveurs universels. Ils peuvent donc recevoir du sang de n'importe quel type sans s'exposer à un risque hémolytique potentiellement mortel. Les chiens ne présentant pas cet antigène et donc de type DEA 1.1 négatifs sont des donneurs universels. Le sang de chiens positifs au DEA 1.1 ne doit jamais être transfusé à des chiens négatifs au DEA 1.1. Dans ce cas, une première transfusion entraîne une plus faible durée de vie des globules rouges transfusés en raison de la formation d'allo-anticorps contre les cellules elles-mêmes et l'animal sera à jamais sensibilisé au sang positif DEA 1.1. En cas de deuxième transfusion de ce type, des conditions potentiellement mortelles surviendront en quelques heures. De plus, ces anticorps seront présents dans le lait d'une chienne (colostrum) et affecteront négativement la santé des chiots DEA 1.1 négatifs. Le typage du sang des chiennes gestantes est donc essentiel pour leur santé et celle des chiots à naître.
Chez les chiens, on trouve également un autre groupe sanguin que le système DEA et qui est dénommé Dal.

## Groupes sanguins félins
La majorité des groupes sanguins félins sont couverts par le système de groupe sanguin AB, qui détermine les groupes sanguins des chats en groupes A, B ou AB. Ce type est déterminé par les allèles CMAH qu'un chat possède. L'allèle A majoritaire semble être dominant sur le type récessif B, que l'on retrouve avec une fréquence plus élevée dans certains pays autres que les États-Unis. Le type « AB » semble être exprimé par un troisième allèle récessif,,. Dans une étude menée en Angleterre, 87,1 % des chats sans pedigree étaient de type A, tandis que seulement 54,6 % des chats de race étaient de type A. Ces pourcentages varient en fonction de la race du chat. Ainsi les chats siamois et tonkinois sont quasiment tous de groupe A tandis que les chats des races British shorthair, Birman ou Rex sont entre 20% et 59% des chats de groupe A. Le type AB est le plus rare des trois groupes avec une fréquence estimée entre 0.1 et 9.7%. Les chats de type A et B ont des allo-anticorps naturels contre le groupe sanguin opposé alors que les chats de type AB n'en présentent pas. Les chats au groupe sanguin de type B réagissent plus au sang de type A et présentent des titres élevés d'allo-anticorps anti-A. Les chats de type A présentent, quant à eux, des titres faibles anti-B. Sur cette base, tous les chats devraient subir un simple test de groupe sanguin pour déterminer leur groupe sanguin avant une transfusion ou un élevage afin d'éviter une maladie hémolytique ou une isoérythrolyse néonatale.
En 2007, un nouveau système de groupe sanguin supplémentaire a été décrit, le système Mik (+/-). Aucun gène spécifique n'a été identifié pour ce système mais la prévalence de Mik- semble suffisamment élevée pour être préoccupante.

## Groupes sanguins équins
Les chevaux présentent huit groupes sanguins, dont sept, A, C, D, K, P, Q et U, sont internationalement reconnus, tandis que le huitième, le groupe T, est principalement utilisé en recherche. Chaque groupe sanguin a au moins deux allèles (par exemple, le groupe sanguin A a les allèles a, b, c, d, e, f et g). Ces allèles entraînent une importante hétérozygotie en permettant de nombreuses combinaisons (Aa, Afg, Abedg, etc. ) pour créer de nombreux allèles différents. Ainsi, ce sont plus de 400 000 combinaisons alléliques que les chevaux peuvent avoir. Cette variabilité allélique peut aussi être utilisée pour la généalogie équine car elle qui permet d'utiliser les tests sanguins comme méthode précise d'identification d'un cheval ou de détermination de sa filiation. Contrairement aux humains, les chevaux ne produisent pas naturellement d'anticorps contre les antigènes des globules rouges qu'ils ne possèdent pas ; cela ne se produit que s'ils sont exposés d'une manière ou d'une autre à un groupe sanguin différent, par exemple par transfusion sanguine ou hémorragie transplacentaire pendant la parturition.
L'accouplement d'une jument à un étalon de groupe sanguin différent, généralement du sang Aa ou Qa, entraîne un risque de santé pour la jument et notamment une isoérythrolyse néonatale si le poulain hérite du groupe sanguin de l'étalon. Le groupe C représente aussi une préoccupation majeure dans ce cas. Cela peut également se produire si une jument est accouplée à un âne, en raison d'un "facteur âne". Cette maladie à médiation immunitaire met la vie en danger et nécessite souvent une transfusion.
Idéalement, la compatibilité croisée doit être recherchée avant la transfusion, ou alors il faut recourir à un donneur universel. Le donneur de sang total universel idéal est un hongre non pur-sang qui dispose des allèles Aa, Ca et Qa négatif. En cas d'indisponibilité de sang ayant ces allèles, un hongre, de préférence de la même race que le cheval à transfuser, peut être utilisé comme donneur, et l'appariement croisé peut être grossièrement accessible en mélangeant le sérum du donneur avec le sang du patient. Si le mélange s'agglutine, le sang du donneur contient des anticorps dirigés contre le sang du patient et ne doit pas être utilisé.

## Groupes sanguins bovins
Les groupes sanguins bovins sont représentés par les polymorphismes A, B, C, F, J, L, M, S et Z. 